# Manuel Jiménez de Parga Cabrera
Manuel Jiménez de Parga Cabrera (Granada, 9 d'abril de 1929 - Madrid, 7 de maig de 2014) fou un polític, jurista i diplomàtic espanyol que formà part del primer govern democràtic encapçalat per Adolfo Suárez.

## Biografia
Va néixer el 9 d'abril de 1929 a la ciutat de Granada. Va estudiar dret a la Universitat de Granada, en la qual es llicencià amb honors el 1951. L'any 1954 realitzà el seu doctorat a la Universitat de Madrid. Ingressà per oposició a l'Instituto Nacional de Estudios Jurídicos i a l'Instituto de Estudios Políticos. L'any 1958 es trasllada a Barcelona per treballar de Capitán del cuerpo jurídico militar, feina que compaginà amb la docència a la Facultat de Dret de la Universitat de Barcelona esdevenint catedràtic l'any 1957 de dret polític. Entre novembre de 1976 i març de 1977 fou rector en funcions d'aquesta universitat. El 1981 obtingué la càtedra de dret constitucional a la Universitat Complutense de Madrid.

## Activitat política
En les eleccions espanyoles de 1977 fou escollit diputat al Congrés per la província de Barcelona en representació de la Unió de Centre Democràtic (UCD). Immediatament fou nomenat per Adolfo Suárez Ministre de Treball en el Primer Govern de la Legislatura Constituent, exercint el càrrec fins a la remodelació del govern realitzada el febrer de 1978. Per aquest motiu va abandonar el deganat de la facultat de dret, càrrec que assumiria el catedràtic de dret penal Juan Córdoba Roda.
Després d'un breu pas pel Ministeri de Treball (1977-1978), fou nomenat ambaixador d'Espanya davant l'Organització Internacional del Treball, a Ginebra. Membre del Tribunal Constitucional d'Espanya des del 1995, en fou designat president (2001-2004). També fou president de la Conferència Interamericana del Treball.
El 1985 fou nomenat membre del Consell d'Estat. L'any 1995 passà a formar part del Tribunal Constitucional d'Espanya com a vocal, i entre novembre de 2001 i juny de 2004 presidí aquest tribunal.

## Premis i reconeixements
- Gran Creu de l'orde d'Isabel la Catòlica
- Gran Creu de l'Orde de Carles III
- Medalla de Oro de Ramón Carande
- Orde d'Alfons X el Savi
- Reial Orde del Mèrit Constitucional

## Publicacions
- Jiménez de Parga, Manuel. Atisbos desde esta España. Madrid: Guadiana de Publicaciones, 1968. Ayer, hoy y mañana de España, 2. Disponible a: Catàleg de Biblioteques de la UB
- Jiménez de Parga, Manuel. La Ilusión política: ¿Hay que reinventar la democracia en España?. Madrid: Alianza, 1993. ISBN 8420696684. Disponible a: Catàleg de Biblioteques de la UB
- Jiménez de Parga, Manuel. Los Régimenes políticos contemporános: las grandes democracias con tradición democrática. Madrid: Tecnos, 1983. Biblioteca universitaria de l'editorial Tecnos. ISBN 8430909796. Disponible a: Catàleg de les Biblioteques de la UB